# Tupolew Tu-70
Die Tupolew Tu-70 (russisch Туполев Ту-70, NATO-Codename Cart) war eine Passagierversion des Tu-4-Bombers des sowjetischen Konstruktionsbüros Tupolew. Die Tu-4 selbst war ein Nachbau der US-amerikanischen Boeing B-29.

## Geschichte
Die Tu-70 (Anfangs auch Tu-12 genannt) wurde mit einem neuen Rumpf und Druckkabine ausgestattet, die Platz für 72 Passagiere bot. Der Erstflug fand am 27. November 1946 statt. Die Flugerprobung des Musters verlief erfolgreich, und es wurde zur Serienproduktion vorgeschlagen, zu der es jedoch mangels Interesse von Seiten der staatlichen Aeroflot und auf Grund dringenderer militärischer Aufträge nie kam. Am 3. August 1947 wurde sie auf der Luftparade in Tuschino öffentlich vorgestellt.
Unter der Bezeichnung Tu-75 wurde ein auf der Tu-4/Tu-70 basierender Frachter entwickelt.

## Technische Daten

Dreiseitenansicht

| Kenngröße             | Daten                                                      |
| --------------------- | ---------------------------------------------------------- |
| Besatzung             | 6                                                          |
| Passagiere            | 72                                                         |
| Länge                 | 35,40 m                                                    |
| Spannweite            | 44,50 m                                                    |
| Flügelfläche          | 166 m²                                                     |
| Flügelstreckung       | 11,9                                                       |
| Leermasse             | 38.290 kg                                                  |
| max. Startmasse       | 60.000 kg                                                  |
| Flächenbelastung      | 361 kg/m²                                                  |
| Höchstgeschwindigkeit | 568 km/h                                                   |
| Dienstgipfelhöhe      | 11.000 m                                                   |
| Reichweite            | 5.000 km                                                   |
| Antrieb               | 4 Kolbenmotoren Schwezow ASch-73TK mit Vierblatt-Propeller |
| Leistung              | je 2.400 PS (1.765 kW)                                     |